# Аннов
Аннов (укр. Ганнів) — село в Матеевецкой сельской общине Коломыйского района Ивано-Франковской области Украины.
Население по переписи 2001 года составляло 302 человека. Занимает площадь 4.9 км². Почтовый индекс — 78283. Телефонный код — 03433.